# Chris Alli
Mohammed Chris Alli (* 25. Dezember 1944 in Koton-Karfe; † 19. November 2023 im Bundesstaat Lagos) war ein Generalmajor der nigerianischen Armee, der von 1993 bis 1994 unter dem Regime von General Sani Abacha als Stabschef der Armee diente und von August 1985 bis 1986 während des Militärregimes von General Ibrahim Babangida Militärgouverneur des nigerianischen Bundesstaates Plateau war. Viele Jahre später wurde er zum Interimsverwalter des Bundesstaates ernannt, als dieser 2004 nach ethnisch-religiösen Morden in Shendam, Yelwa Local Government, in eine Krise geriet.

## Militärische Laufbahn
Am 13. Februar 1976 wurde der damalige Staatschef, General Murtala Mohammed, von Putschisten der Armee ermordet. Gegen Alli wurde wegen seiner Beteiligung an dem Putschversuch ermittelt, er wurde jedoch freigesprochen. General Ibrahim Babangida ernannte Alli von August 1985 bis 1986 zum Militärgouverneur des Bundesstaates Plateau. Während des versuchten Staatsstreichs gegen General Ibrahim Babangida durch Major Gideon Orkar am 22. April 1990 war Oberst Alli Kommandeur der dritten Infanteriebrigade in Kano. Er wies mehrere Armeekommandeure an, Gegensendungen zu machen, was er auch selbst tat. Der Putschversuch scheiterte. Nach dem Putsch im November 1993, als Präsident Ernest Shonekan von General Sani Abacha gestürzt wurde, wurde Alli zum Chef des Armeestabs ernannt. Abacha entließ ihn im August 1994 aus diesem Amt.

## Spätere Karriere
Im Mai 2004 brach im Bundesstaat Plateau sektiererische Gewalt aus, die auch auf den Bundesstaat Kano übergriff. Berichten zufolge starben über 50.000 Menschen. Präsident Olusegun Obasanjo verhängte den Ausnahmezustand über den Bundesstaat, suspendierte Gouverneur Joshua Dariye und die Staatsversammlung und ernannte Alli zum Verwalter. Alli entwickelte rasch das Plateau-Friedensprogramm, das einen Dialog zwischen religiösen, ethnischen und kommunalen Führern sowie eine landesweite Friedenskonferenz vorsah. Außerdem erließ er eine Amnestie für Waffenbesitzer und setzte eine Belohnung für die Abgabe ihrer Waffen aus. Allis Maßnahmen führten zu einer Beruhigung der Lage, und im November 2004 übergab er die Regierung wieder an eine Zivilregierung.

## Tod
Am 19. November 2023 starb Alli im Militärkrankenhaus im Bundesstaat Lagos. Er wurde 78 Jahre alt. Die Regierung gab als Todesursache eine kurze Krankheit an.

## Auszeichnungen und Ehrungen
- Großkommandeur des Ordens von Niger (GCON)
- die Republikmedaille (RM)
- die Dienstmedaille (NSM)
- die Generaldienstmedaille (GSM)
- den Forces Service Star (FSS)
- die National Silver Jubilee Medal (SIM)
- Order of the Republic of The Gambia im Rang eines „Commander“ (CRG Honorary)[11]